# Jim Marshall (giocatore di football americano)
James Lawrence Marshall, detto Jim (Danville, 30 dicembre 1937 – Minneapolis, 3 giugno 2025), è stato un giocatore di football americano statunitense che ha giocato nel ruolo di defensive end per i Saskatchewan Roughriders della Canadian Football League (CFL), i Cleveland Browns e i Minnesota Vikings della National Football League (NFL). Scelto come 44º assoluto al quarto giro del Draft NFL 1960 dai Cleveland Browns e nella seconda selezione del Draft AFL 1960 dagli Houston Oilers, Marshall aveva in precedenza giocato a football presso l'Università statale dell'Ohio.

## Carriera universitaria
Dopo aver frequentato la East High School di Columbus, capitale dell'Ohio, dove si era trasferito con i suoi all'età di 5 anni, nel 1956 ricevette una borsa di studio da parte dell'Università statale dell'Ohio con la cui squadra di football, i Buckeyes disputò come defensive tackle 3 stagioni prima di saltare il quarto ed ultimo anno da senior. Dopo un primo anno chiuso a metà classifica della Big Ten Conference, nel 1957 Marshall, assieme ad alcuni dei più grandi difensori di tutti i tempi nella storia dell'ateneo dell'Ohio come Jim Houston e Dick LeBeau, fu titolare della granitica difesa che consentì ai Buckeyes di conquistare in successione il Big Ten Championship, il Rose Bowl ed il Campionato NCAA. A proposito di tale stagione Marshall in seguito disse: "Fu una stagione meravigliosa. Mi piace dire che stavamo cavalcando la cresta dell'onda. Lo è stato il più delle volte, soprattutto quando vinci e Woody Hayes è il tuo allenatore. È una grande, grande cosa.".
L'anno seguente, l'ultimo trascorso con la maglia di Ohio State, Marshall nonostante un'altra annata da metà classifica da parte della sua squadra, fu inserito nella formazione ideale dell'anno della Big Ten e soprattutto fu nominato All-American, dopo aver dato prova di sé in gare come quella contro i Purdue Boilermakers, pareggiata dai Buckeyes 14-14 dopo essere passati in vantaggio grazie a ben due marcature di Jim, che prima raccolse e ritornò per 22 yard un punt bloccato in touchdown nel 1º quarto ed in seguito ritornò per 25 yard un intercetto messo a segno ai danni di Bernie Allen, quarterback di Purdue. Gli unici due punti non realizzati da Marshall furono, ovviamente, solo i due punti addizionali trasformati dal kicker Kilgore che portarono Ohio State sul momentaneo 14-0. Cinque settimane prima, Marshall era stato di nuovo fondamentale per le sorti della sua squadra quando contro i Washington Huskies aveva ancora una volta recuperato, sulla linea delle 27 yard degli avversari, un punt bloccato dal compagno di squadra Oscar Hauer: 7 giocate dopo, il compagno di squadra Don Clark segnò su una corsa di 4 yard il touchdown che regalò ai Buckeyes la vittoria per 12-7 sull'ateneo dell'Oregon.

### Vittorie e premi

#### Università
- Campionato NCAA: 1

Ohio State Buckeyes: 1957
- Rose Bowl: 1

Ohio State Buckeyes: 1957
- Big Ten Championship: 1

Ohio State Buckeyes: 1957

#### Individuale
- First-Team All-American: 1

1958
- First-Team All-Big Ten: 1

1958
- Ohio State University Hall of Fame (Classe del 1978)
- Ohio State Football All-Century Team

## Carriera professionistica

### I primi anni: Saskatchewan Roughriders e Cleveland Browns
Dopo essersi trasferito per una sola stagione nella Canadian Football League presso i Saskatchewan Roughriders, con i quali giocò prevalentemente come defensive lineman ma prese parte anche ad alcuni drive dell'attacco, ricevendo 3 passaggi per 43 yard ed un touchdown, nel 1960, divenuto eleggibile per le leghe statunitensi, fu scelto dagli Houston Oilers nella seconda selezione del Draft della neonata American Football League, ma fu con i Cleveland Browns della National Football League, che lo scelsero al quarto giro del loro Draft come 44º assoluto e lo ottennero dai Roughriders previo scambio con il rookie quarterback Dick Ptacek, che iniziò la sua carriera professionistica nel football americano. Selezionato come defensive tackle, con i Browns passò ben presto al ruolo che ricoprì per tutti i suoi 20 anni di militanza nella NFL ovvero quello di defensive end, nel quale disputò tutti e 12 gli incontri della stagione 1960 nonostante dissapori con il leggendario capo-allenatore di Cleveland Paul Brown. Durante la off-season Marshall ebbe seri problemi di salute, contraendo un'encefalite che lo portò vicino alla morte e a perdere parecchio peso, fatto questo che fece desistere il coaching staff dei Browns dall'idea di muoverlo nella offensive line.

### Minnesota Vikings
In estate i Browns, che per tutta la serie di sopracitati eventi non riponevano più grandi aspettative nel prodotto da Ohio State, spedirono Marshall in Minnesota nella neonata franchigia dei Vikings che si apprestava a disputare la prima stagione della sua storia nella più popolare lega di football americano. Su quest'operazione di mercato in realtà, non vi è chiarezza ed entrambe le franchigie hanno una propria versione di come Marshall sia approdato in Minnesota: per i Vikings era parte integrante di un sostanzioso scambio che prevedeva inoltre la loro acquisizione dei cartellini dei defensive tackle Jim Prestel e Paul Dickson, del running back Jamie Caleb, del linebacker Dick Grecni e del cornerback Billy Gault in cambio di una scelta al 2º giro e di una all'11º giro del Draft NFL 1962, i Browns invece sostenevano che Marshall era stato da loro svincolato l'11 settembre 1961 e che i suoi diritti erano stati solo in seguito rilevati dai Vikings, i quali con un gentlemen's agreement (che era poi la forma di accordo con cui Paul Brown concludeva molte trattative) si impegnavano a versare ai Browns una somma in denaro e a garantire "future considerazioni".
Le prime stagioni, sotto la guida tecnica di Norm Van Brocklin, furono per i Vikings molto difficili e non si chiusero mai con un record positivo, ma ciò nonostante Marshall si dimostrò uno tra i migliori defensive end della lega, guidando nelle prime sei stagioni i suoi in sack, totalizzando nel sessennio 1961-1966 la ragguardevole cifra di 50,5 sack (stando alle statistiche stilate dai Vikings, visto che la NFL cominciò a redigere classifiche annuali di tale specialità solo a partire dal  1982). Nel corso di quegli anni fu protagonista della giocata che suo malgrado lo rese famoso non solo nel mondo del football ma più in generale anche nell'ambito di tutto lo sport a stelle e strisce: "The Wrong Way Run" (it. Corsa verso la parte sbagliata).

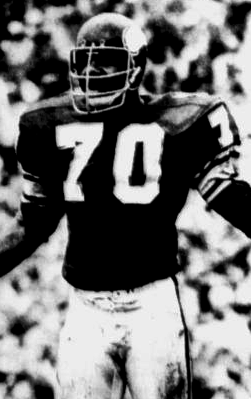
Marshall nel 1969.

Domenica 25 ottobre 1964: i Vikings erano ospiti al Kezar Stadium dei San Francisco 49ers sui quali stavano conducendo 27-17 una partita già entrata nel 4º quarto ma dai quali stavano anche difendendosi in un drive che vedeva la difesa di Minnesota in campo. Il quarterback dei 49ers, George Mira, lanciò la palla verso Billy Kilmer quarterback di ruolo, halfback per l'occasione, ma commise un fumble. Marshall (che aveva già recuperato un fumble che permise ai Vikings di segnare il touchdown che poi fece la differenza), nei paraggi, recuperò immediatamente la palla e si involò verso la end zone per 66 yard, senza però accorgersi che aveva recuperato l'ovale mentre era voltato verso la propria metà campo, e pertanto stava dirigendosi verso la propria meta anziché quella degli avversari. Pensando di aver segnato un touchdown, lanciò poi la palla in aria in segno di esultanza, ma, come egli stesso affermò "il primo sentore che qualcosa non andava lo ebbi quando un giocatore 49ers (l'offensive tackle Bruce Bosley) mi abbracciò in end zone". Per sua fortuna la partita terminò comunque 27-22 per i Vikings, con i 49ers che riuscirono ad andare ancora una volta a segno con un field goal che non fu ad ogni modo loro sufficiente per agganciare gli ospiti. L'episodio al contrario di quanto comunemente pensato, non fu un caso isolato nella storia del football ma ebbe almeno altri tre precedenti, di cui uno in NFL: uno accadde nel 1947 in AAFC e vide protagonista il wingback dei Brooklyn Dodgers Elmore Harris, un secondo accadde nel 1938 quando fu il fullback dei Washington Redskins Andy Farkas il protagonista della folle corsa, mentre il più lontano nel tempo risale addirittura al Rose Bowl del 1929 e ad incapparvi fu il centro dei California Golden Bears, il quale dopo la celeberrima corsa di Marshall scrisse proprio al defensive end una lettera il cui contenuto recitava: "Welcome to the club!" ossia "Benvenuto nel club!". The Wrong Way Run inoltre rappresentò per Marshall non solo il primo (e di certo il meno prestigioso) dei diversi record NFL che stabilì nell'arco della sua ventennale carriera, ma anche la giocata che gli permise di conquistare un altro poco ambito primato del quale Marshall si disse stupito, quello nella "NFL's 100 Greatest Follies" una classifica redatta dalla NFL Films delle 100 più clamorose sciocchezze commesse nella storia della lega.

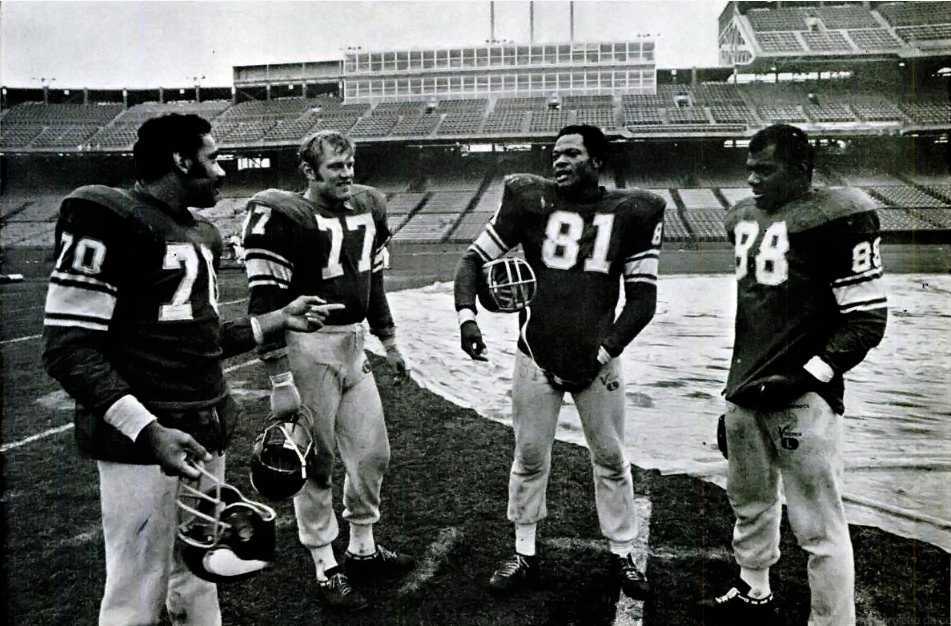
I "Purple People Eaters": da sinistra, Marshall, Gary Larsen, Carl Eller, e Alan Page.

A partire dalla stagione 1967 i Vikings con il cambio di guida tecnica passata dalle mani del dimissionario Van Brocklin a quelle del giovane Bud Grant, proveniente da una felice esperienza in CFL, cambiarono marcia grazie soprattutto alle prestazioni eccezionali di una delle più forti defensive line di sempre nella storia del football, i Purple People Eaters, che proprio in quell'anno videro il loro completamento con l'arrivo dal Draft del giovane defensive tackle Alan Page. In tale difesa Marshall continuò a ricoprire il ruolo di defensive end destro, quello che agisce sul "lato cieco" del quarterback, nonostante la presenza in squadra di un altro defensive end probabilmente più dominante in pass rush come Carl Eller. A partire dal 1968 i Vikings diedero inizio ad un dominio pressoché incontrastato nella NFC Central (fino al 1968 NFL Central) conquistando 11 titoli divisionali in 12 stagioni ed altrettante partecipazioni ai playoff culminate in 4 occasioni con l'accesso al Super Bowl, purtroppo per i Vikings tutti persi. Sul finire degli anni '70, i Purple People Eaters persero prima il defensive tackle Gary Larsen ritiratosi dal football giocato nel 1974, quindi Page, trasferitosi nel 1978 ai rivali divisionali dei Chicago Bears ed Eller, accasatosi sulla West Coast presso i Seattle Seahawks nel 1979. Marshall rimase ancora per una stagione in Minnesota, ultimo non solo della famosa defensive line, ma anche del roster originale della prima annata assoluta dei Vikings e chiuse la sua carriera a Foxborough, in casa dei New England Patriots, ritoccando ulteriormente i suoi impressionanti record di 282 partite consecutive disputate in carriera e 282 partite consecutive disputate da titolare in carriera: il primo fu infranto soltanto 26 anni dopo dal punter dei New York Giants Jeff Feagles, il secondo dovette aspettarne invece 30 di anni prima di essere infranto dal grande quarterback Brett Favre, quell'anno proprio in forza ai Vikings. L'addio al suo pubblico l'aveva dato la settimana precedente al Metropolitan Stadium di Bloomington, nel quale si era congedato prima mettendo a segno due sack su quarterback dei Buffalo Bills Joe Ferguson, quindi venendo portato a spalla dai compagni al termine della partita e con un giro di campo su una vecchia cabriolet rossa. Al termine di Buffalo-Minnesota, ricevette inoltre da Bud Grant la palla dell'incontro (vinto 10-3 da Minnesota), la prima data dallo storico capo-allenatore ad uno dei suoi ragazzi.
Dopo essersi ritirato ricevette dai Vikings tutti i principali riconoscimenti, dall'induzione nel Ring of Honor all'inserimento nelle formazioni ideali del 25º e 40º anniversario e tra i 50 più grandi Vikings, passando per il ritiro del suo numero 70, avvenuto il 28 novembre 1999 durante l'intervallo di San Diego Chargers-Minnesota Vikings quando la franchigia ed il governatore del Minnesota Jesse Ventura proclamarono il "Jim Marshall Day", ma vide sempre sfuggirgli (fu al massimo finalista nel 2004) il traguardo più importante a livello personale per un giocatore di football, ovvero l'induzione nella Pro Football Hall of Fame, che secondo molti addetti ai lavori meriterebbe, tanto che persino NFL.com nel 2009 lo inserì al 4º posto nella lista dei 10 migliori giocatori nella storia della lega a non essere stati ancora indotti nella Pro Football Hall of Fame.

## Record

### Record NFL

#### Attuali
- Maggior numero di fumble avversari ricoperti in carriera: 29 (1960-1979)
- Maggior numero di partite consecutive disputate in carriera da un difensore: 282 (1960-1979)
- Maggior numero di partite consecutive da titolare disputate in carriera da un difensore: 270 (1960-1979)
- Giocata più corta nella storia della NFL: -66 yard (1964)

#### Decaduti
- Maggior numero di partite consecutive disputate in carriera da un giocatore: 282 (1960-1979)
- Maggior numero di partite consecutive da titolare disputate in carriera da un giocatore: 270 (1960-1979)

### Record dei Vikings

#### Attuali
- Maggior numero di stagioni disputate in carriera: 19 (1961-1979)
- Maggior numero di partite disputate in carriera: 270 (1960-1979)
- Maggior numero di partite consecutive disputate in carriera: 270 (1960-1979)
- Maggior numero di partite da titolare disputate in carriera: 270 (1960-1979)
- Maggior numero di partite consecutive da titolare disputate in carriera: 270 (1960-1979)
- Maggior numero di fumble avversari ricoperti in carriera: 28 (1961-1979)

#### Decaduti
- Maggior numero di stagioni alla guida della squadra in sack: 6 (1961-1966)
- Maggior numero di stagioni consecutive alla guida della squadra in sack: 6 (1961-1966)
- Maggior numero di sack messi a segno in una singola stagione: 11½ (1964)

## Palmarès

### Franchigia
- Campionato NFL: 1

Minnesota Vikings: 1969
- National Football Conference Championship: 3

Minnesota Vikings: 1973, 1974, 1976

### Individuale
- Convocazioni al Pro Bowl: 2

1968, 1969
- Second-Team All-Pro: 3

1964, 1968, 1969
- Second-Team All-NFC: 1

1971
- Minnesota Vikings Ring of Honor (Classe del 1999)
- Squadra ideale del 25º anniversario dei Minnesota Vikings
- Squadra ideale del 40º anniversario dei Minnesota Vikings
- I 50 più grandi Vikings
- Numero 70 ritirato dai Minnesota Vikings

## Statistiche
| Partite totali      | 282  | Fumble ricoperti | 30 |
| Partite da titolare | 282  | Touchdown        | 1  |
| Tackle              | 988* | Intercetti       | 1  |
| Sack                | 127* | Safety           | 1  |

- Note

Le statistiche relative ai sack non sono disponibili prima del 1982, quelle relative ai tackle prima del 2001.
(*) Indica statistiche annoverate dai Vikings ma non dalla NFL.